# 柯爾特滑軌半自動手槍
柯爾特滑軌手槍（英語：Colt Rail Gun；民用官方型號：O1070RG、O1980RG，RG，意為：滑軌手槍；軍警用官方型號：M1070CQBP，CQBP，意為：近身距離作戰手槍）是一款由美国槍械公司柯特製造公司以M1911 XSE型手槍（柯爾特商業型M1911手槍之一，有政府型、指揮官型和輕型指揮官型三種規格，特徵為套筒前方也有傾斜式的防滑紋）為藍本研製及生產的氣冷式、彈匣供彈、槍管短行程後座作用操作、單動操作的半自動手槍，發射.45 ACP口徑手枪子彈。它已經成為美國海軍陸戰隊遠征隊的偵察部隊的佩槍並命名為M45A1近身距離作戰手槍。

## 歷史
由於MEU(SOC)半自動手槍的部件磨損和撕裂，而美國海軍陸戰隊武裝偵察部隊（英語：United States Marine Corps Force Reconnaissance，簡稱：FORECON）和美國海軍陸戰隊特種作戰司令部（英語：Marine Corps Forces Special Operations Command，簡稱：MARSOC）的人員越來越多，美国海军陆战队試圖尋找在商業上的替代品。
2005年2月17日，海軍陸戰隊系統司令部（英語：Marine Corps Systems Command）宣布，它打算購買150把春田兵工廠的專業型號手槍並且用作MEU（SOC）手槍。這些與联邦调查局的特種武器和戰術部隊和人質救援小組（英語：Hostage Rescue Team，簡稱：HRT）所採用的M1911手槍相同；不過，以前它們曾經拒絕通過ICQB的採用。儘管他們的計劃是購買商業市場的手槍，海軍陸戰隊系統司令部仍然繼續徵求各個M1911的零部件以生產額外的MEU（SOC）手槍。
2010年，海軍陸戰隊方面再一次發出了以一個現成的M1911手槍系統，以取代定制組建的手槍的要求。目前有三款手槍已經被提交到海軍陸戰隊作為替代當前的M45手槍的選擇。第一款是由柯特製造公司方面提供的O1070RG型手槍，這是以他們現有的M1911 XSE型手槍為藍本，採用沙色的表面處理和諾瓦克（Novak）夜間瞄準具。第二種是春田公司方面正在研製的一種改進自裝填型MC操作者的PX9105MLP型全尺寸衍生型M1911A1手槍，在底把整合了一條軍用型MIL-STD-1913戰術導軌、裝上氚光夜間用戰鬥瞄準具、冷鍛鋼黑色套筒連冷鍛鋼橄欖色底把雙色調表面處理、帕茨米亞（英語：Pachmayr）全包式握把片和GI式復進簧導桿。第三種是由位於的軍火製造商，卡爾利帕德公司（英語：Karl Lippard）所設計的一種M1911A1式手槍，被命名為近距離戰鬥手槍（英語：Close Quarter Battle Pistol，簡稱：CQBP），使用S7型工具鋼和大量專有組件所組成，包括其戰術配件導軌、握把式保險和機械瞄具。
最終在2012年7月19日，美國海軍陸戰隊司令部宣布柯爾特M1911滑軌手槍中標，並且贏得了一份為期5年價值2,250萬美元向美國海軍陸戰隊武裝偵察部隊和美國海軍陸戰隊特種作戰司令部交付最初的4,036把手槍及額外配件，以及提供相關後勤服務的合同。柯爾特M1911滑軌手槍獲重新命名為“M45A1近身距離作戰手槍”（英語：Close Quarter Battle Pistol，簡稱：CQBP），並將最多交付12,000把給軍隊使用。柯爾特的設計被認為是以前的手槍的升級版本，而並非一個全新的設計。

## 設計

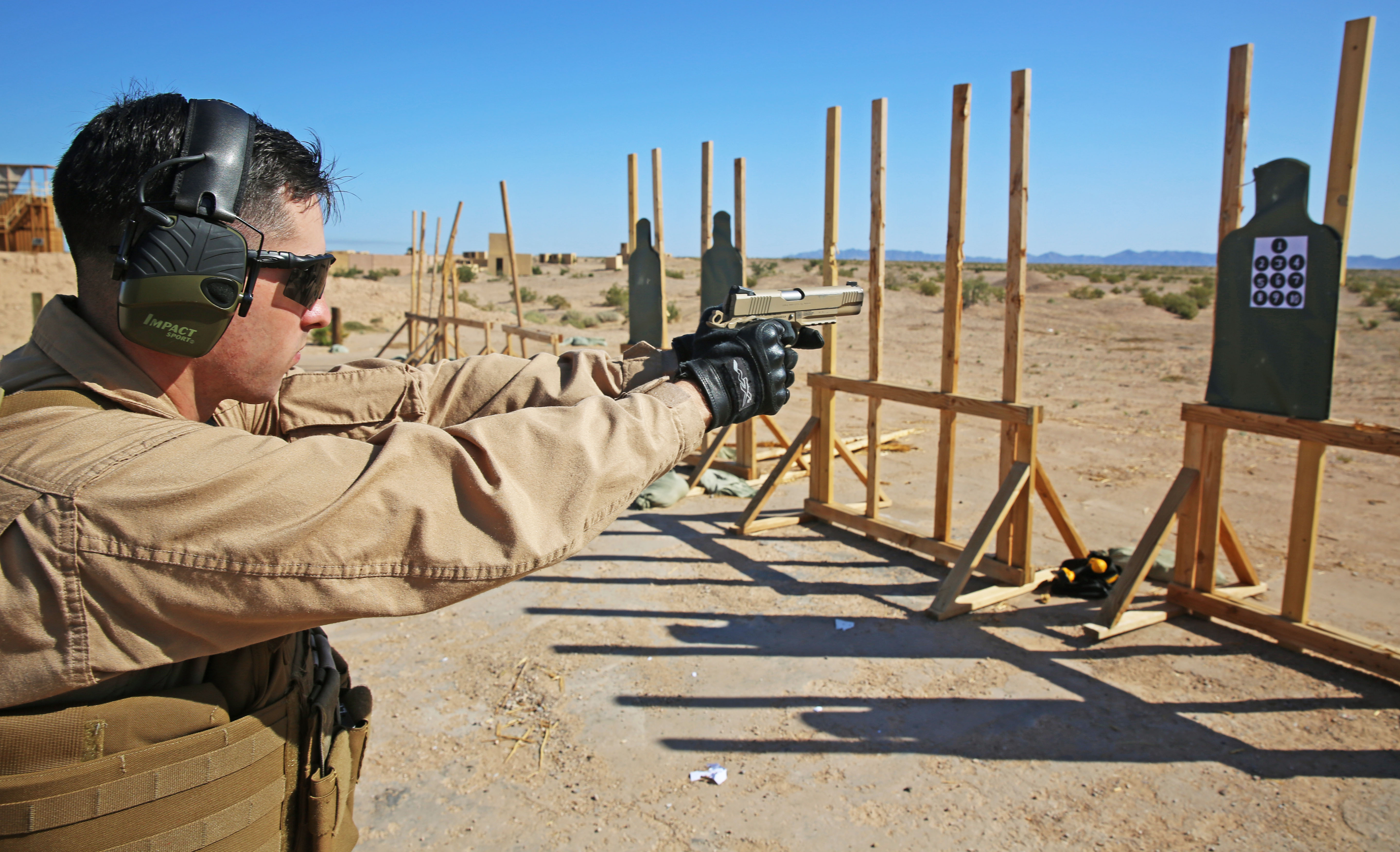
射擊的美軍士兵。

柯爾特滑軌手槍是以柯爾特XSE手槍為藍本，並加以改進而成，因此槍身上仍然留下很多柯爾特XSE手槍的影子。作為其中一把M1911型號的手槍，它的膛室設計和發射的通常都是.45 ACP子彈；而且不少零部件亦可與其他M1911型號通用，或改用商業市場出售的相關零部件，例如握把側板、機械瞄具和彈匣。
柯爾特滑軌手槍是一把全尺寸型號的M1911手槍，裝有一根127毫米（5英吋）鍛壓不鏽鋼國家比賽等級槍管。底把和套筒都是由鍛壓鋼製造。不鏽鋼和黑色、沙色槍身型柯爾特滑軌手槍的機匣表面分別使用了拉絲啞光和Cerakote氮化表面轉換處理。柯爾特滑軌手槍採用了單一的全尺寸型復進簧導桿，以及串聯式復進簧組件，因此需要在套筒的前面留下多條鋸齒狀突起的防滑紋以加強其在強大壓力下的抗變形力。該手槍設有上翹河狸尾狀棕榈型隆起底部式握把式保險、柯爾特戰術型延長雙手拇指通用手動保險、諾瓦克（Novak）低接口進位型氚光圓點夜間機械瞄具、增強型中空指揮官型擊錘、3孔式鋸齒形表面铝製扳機（軍警用型則為無孔式铝製扳機）、調低和擴口式拋殼口。但更重要的還是在套筒下、扳機護環前方的底把防塵蓋上整合了一條MIL-STD-1913戰術導軌，提供了安裝各種戰術燈、雷射瞄準器和其他戰術配件的通用性，使得它成為一把容易適應任何軍事或執法需要的戰術手槍。這個附加戰術燈的能力也使得柯爾特滑軌手槍成為家庭及個人防護需求的理想選擇。

## 使用國
- 美国
  - 美國海軍陸戰隊（最多交付12,000把，命名為M45A1近身距離作戰手槍（英語：Close Quarter Battle Pistol，簡稱：CQBP））[8]
    - 美國海軍陸戰隊遠征軍（英语：Marine expeditionary force）
      - 美國海軍陸戰隊武裝偵察部隊

    - 美國海軍陸戰隊特種作戰司令部
    - 美國海軍陸戰隊特別應變隊

## 流行文化

### 電子遊戲
- 2016年－《湯姆克蘭西：全境封鎖》
- 2016年—：以該槍為藍本，但具有皮卡汀尼導軌、諾瓦克照門、套筒前後的傾斜式鋸齒狀防滑紋和黑色表面處理，以及裝上了M1911A1的刺型擊錘、準星、扳機、掛繩環和非海狸尾型握把式保險（英语：Safety (firearms)），以12發彈匣供彈。
- 2018年—《叛亂：沙漠風暴》：型號為M45A1 CQBP，命名為“M45”，安全部隊專用手槍。
- 2020年—: 命名为“COLT M45A1”
- 2021年—《嚴陣以待》：型號為M45A1 CQBP，命名為“M45A1”。

### 輕小說
- 2014年—《刀劍神域外傳Gun Gale Online》：裝有戰術燈，由SATOH小隊所使用。

## 資料來源
1. ↑  .   [2013-04-13]. （原始内容存档于2016-03-05）.
2. ↑  .   [2013-04-13]. （原始内容存档于2016-08-16）.
3. ↑  .   [2013-04-13]. （原始内容存档于2013-03-05）.
4. ↑  Colt's Manufacturing Company—Colt Rail Gun （页面存档备份，存于）
5. ↑  .   [2013-04-13]. （原始内容存档于2011-10-08）.
6. ↑  .   [2013-04-13]. （原始内容存档于2020-11-23）.
7. 1 2  Marine Corps Times－Corps considers 2 guns for new MARSOC .45 的存檔，存档日期2011-01-28.
8. 1 2  Colt Defense LLC Announces Award of Marine Corps M45 Close Quarter Battle Pistol (CQBP) Contract 的存檔，存档日期2012-08-29. - Colt press release, July 20, 2012
9. ↑  Why the Marines adopted the M45 Colt 1911 （页面存档备份，存于） - The Firearm Blog.com

- （英文）—Colt Military （页面存档备份，存于）—M1070CQBP - M45A1 Close Quarter Battle Pistol （页面存档备份，存于）
- （英文）—Colt Law Enforcement （页面存档备份，存于）—M1070CQBP - M45A1 Close Quarter Battle Pistol （页面存档备份，存于）
- （英文）—Manfacturer: Colt's Manufacturing LLC—Colt Rail Gun®

## 外部連結
- （英文）—The Firearm Blog.com—
  - Colt Marine M45A1 Close Quarters Battle Pistol Reivew （页面存档备份，存于）
  - TFBTV at SHOT Show 2016: Colt’s Four ‘New’ 1911 Pistols （页面存档备份，存于）
  - New Colt Nines: Additions to the Rail Gun Lines （页面存档备份，存于）
- （英文）—The Truth About Guns.com—
  - Incendiary Image of the Day: Failed MARSOC Winning Colt M1911 Rail Guns （页面存档备份，存于）
  - Gun Review: Colt M45A1 CQBP （页面存档备份，存于）
- （英文）—Tactical-Life.com—
  - COLT RAIL GUN M1911A1 .45 ACP （页面存档备份，存于）
  - NEXT-GEN COLTS
  - COLT RAIL GUN .45 ACP （页面存档备份，存于）
  - MARSOC to purchase 4000 Colt 1911A1 Rail Guns, sources say
  - Official Announcement: Marines to Purchase at least 12,000 Colt M45 Pistols
  - Colt’s .45 ACP Rail Gun （页面存档备份，存于）
  - COLT M45A1 CQBP （页面存档备份，存于）
  - Top 10 Guns Of Combat Handguns For 2013 （页面存档备份，存于）
  - Top 10 Guns & Weapons For Law Enforcement Duty Guns （页面存档备份，存于）
- （英文）—Personal Defense World.com—25 Concealed Carry Handguns In Today’s Marketplace （页面存档备份，存于）
- （英文）—Colt 1911Rail Gun .45 ACP Pistol: The Marine Corps M45 Close Quarter Battle Pistol in Civvies （页面存档备份，存于）
- （英文）—Business Insider－Colt's 'Close Quarters Battle Pistol' （页面存档备份，存于）
- （英文）—Police Marksman－Colt Defense M45 Close Quarter Battle Pistol (CQBP)[永久]
- （英文）—Military Times GearScout－Colt wins MARSOC Close Quarter Battle Pistol (CQBP) contract
- （英文）—Kevin Webb－The New Colt Marine Close Quarter Battle Pistol (CQBP) （页面存档备份，存于）
- （英文）—Semper Fi: Colt M45A1 CQBP Marine Pistol Review （页面存档备份，存于）

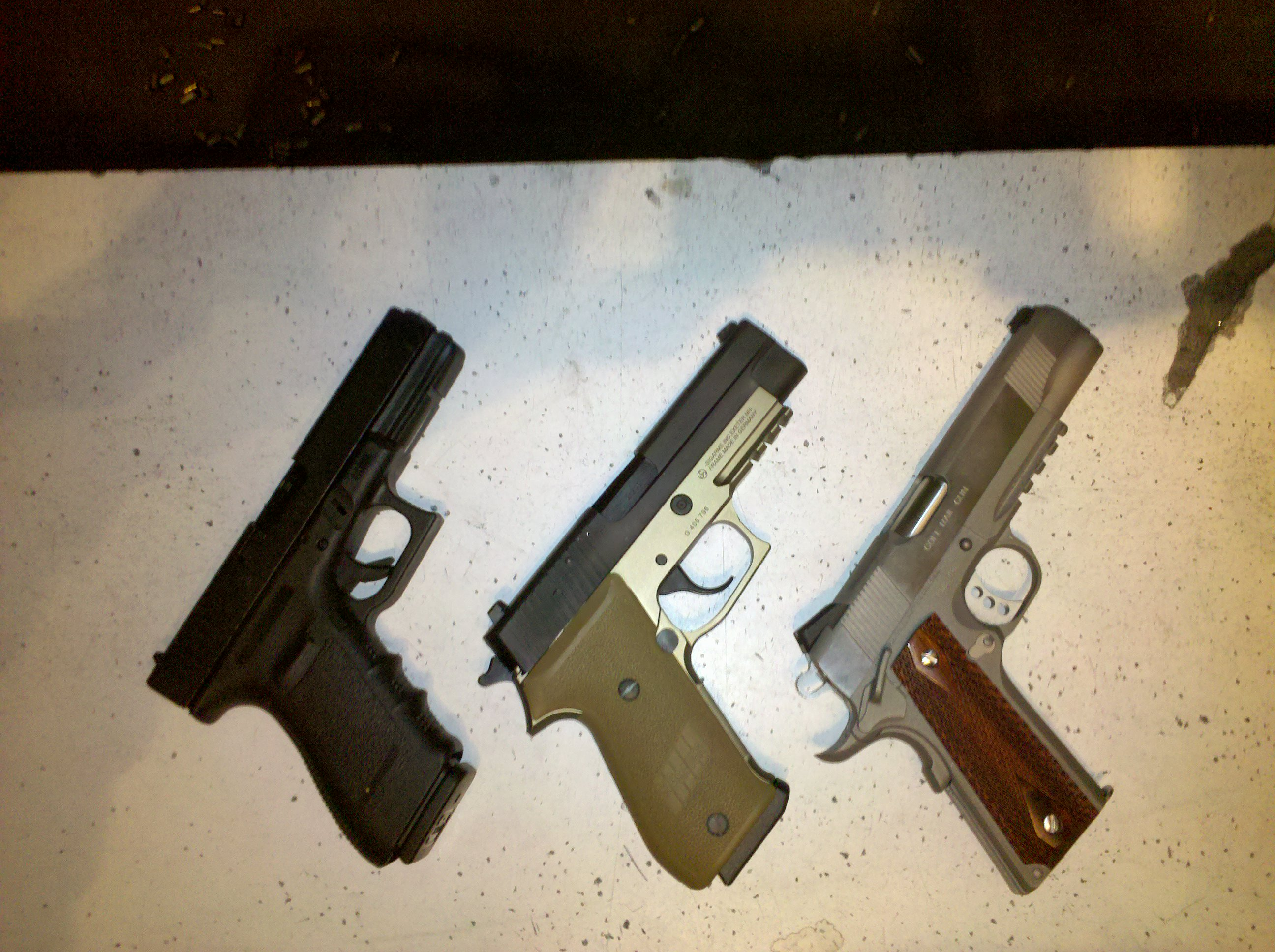
格洛克21、SIG P220和柯爾特滑軌不鏽鋼型手槍的比較。

- （英文）—Gunblast.com—Colt M45CQB United States Marine Corps 45 ACP Semi-Automatic Pistol （页面存档备份，存于）
- （简体中文）—D Boy Gun World（槍炮世界）—M45A1 CQBP手枪 （页面存档备份，存于）